# Sand (Auerbach)

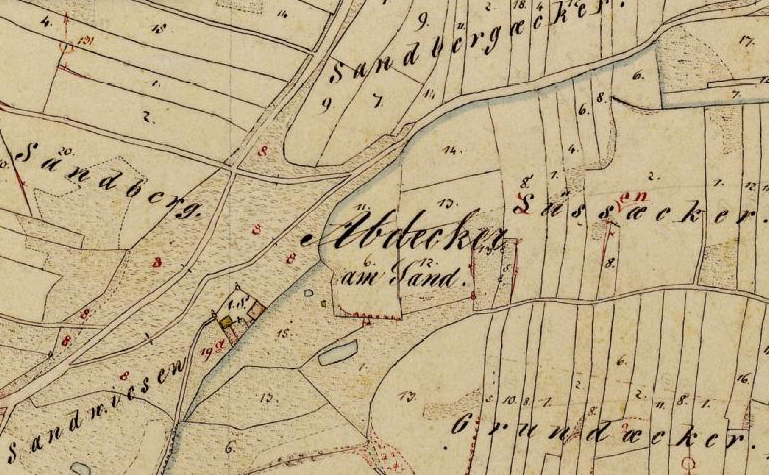
Abdecker am Sand in der Bayerischen Uraufnahme

Sand ist ein Gemeindeteil der Stadt Auerbach in der Oberpfalz im bayerischen Landkreis Amberg-Sulzbach.
Das Dorf liegt auf freier Flur, etwa 1,5 km südlich der Stadt.

## Geschichte
Die Gründung des Ortes geht auf den Abdecker am Sand zurück. Nachdem es immer wieder Klagen über die Schinderhütte in Auerbach (heute Obere Vorstadt 6) gegeben hatte und der Geruch der Wasenmeisterei als unerträglich empfunden wurde, beschloss der Magistrat die Verlegung außerhalb der Stadt; dafür wurde der Sandboden hinter dem Söllerweiherl in unmittelbarer Nähe zu Welluck als geeigneter Platz befunden und so entstand um 1684 die Abdeckerei auf dem Sand (Haus Nr. 1). Bis etwa 1930 stand dort nur ein Haus mit einer Scheune, 1930 entstanden weitere drei Wohnhäuser und ab 1950, als Sand seine Stromversorgung erhielt, entwickelte sich der Weiler zu einem Dorf, das bis 1999 auf 33 Häuser herangewachsen war.
Sand gehörte zur Gemeinde Nitzlbuch und wurde mit dieser am 1. Mai 1978 nach Auerbach eingemeindet.